# Kåseri
Ett kåseri är en underhållande kortare text i tidning eller tidskrift. Termen kommer från franskans causer (samtala).
Kåseri är avsett att ibland framföras muntligt och skall därför vara talspråkligt. Det kan innehålla högt som lågt, överdrifter och underdrifter. Själva poängen är att stora, allvarliga ämnen kan avhandlas i en sorglös ton. De finns ofta i dagstidningar.
Ett kåseri skrivs huvudsakligen i humoristisk, lättsam ton. Att tänka alltför djupa tankar om ett kåseri är inte nödvändigt.
Det kan vara lite överdrivet, roligt, smidigt och kan förstås vara underhållande, vilket det ska vara. Språket bör vara lättsamt och enkelt. Ska man använda talspråk, svordomar och slanguttryck ska inte detta användas hur som helst. Kåseriet ska belysa skribentens resonemang från egna erfarenheter. Om det till exempel är underhållande eller överraskande så är det positivt.

## Kända finländska kåsörer och deras pseudonymer
- Karl-August Fagerholm (Friman)
- Egidius Ginström (Giles; Jack Godeman)
- Urho Kekkonen (Liimatainen)
- Väinö Nuorteva (Olli)
- Pentti Saarikoski (Nenä)
- Benedict Zilliacus (Bez)

## Kända svenska kåsörer och deras pseudonymer
- Barbro Alving (Käringen mot strömmen; Bang)
- Stefan Andhé
- Olle Carle (Cello)
- Åke Cato
- Torsten Ehrenmark (Herr Ehrenmark)
- Mollie Faustman (Vagabonde)
- Gunnar Friberg
- Cecilia Hagen
- Hadar Hessel (Gustafsson med Muntascherna)
- Herman Lindqvist
- Erik Lundegård (Eld)
- Gunnar Ohrlander (Doktor Gormander)
- Gits Olsson
- Jan Olof Olsson (Jolo)
- Lennart Nyblom (Red Top)
- Mads Rydman
- Kjell Swanberg
- Ingemar Unge
- Kristian Wedel
- Carl Zetterström (Carl Z.)
- Erik Zetterström (Kar de Mumma)
- Hasse Zetterström (Hasse Z)
- Marianne Zetterström (Viola)